# 保羅·羅賓遜 (1978年)
保羅·彼得·羅賓遜（英語：Paul Peter Robinson，1978年12月14日—）是一名英格蘭職業足球員，他是一名左腳球員，主要擔任左後衛，亦可擔任中堅，退役前效力英冠球會伯明翰。

## 生平
屈福特
保羅·羅賓遜的職業生涯始於家鄉球會屈福特，參加屈福特的青訓計劃。1996年10月29日當時年僅17歲的保羅·羅賓遜以後補身份上陣出戰盧頓。早年時期保羅·羅賓遜場上紀律差劣，在為屈福特252場比賽中，曾被出示63張黃牌警告及3次紅牌驅逐離場，更曾踢傷的斯图尔特·塔尔博特（Stewart Talbot），導致塔尔博特斷腳及養傷長達10個月。
西布朗
2003年10月14日保羅·羅賓遜轉投西布朗，初步轉會費為25萬英鎊，其後因出場次數達標及球隊獲升級英超而追加到37.5萬英鎊，於10月18日首次披甲以1-0擊敗诺里奇城。2006年7月18日保羅·羅賓遜續約三年。10月28日在對伯明翰城的打吡戰，保羅·羅賓遜與對方隊長（Damien Johnson）相撞，使對手下顎兩處骨裂，被球證出示紅牌逐出場，賽後伯明翰城領隊批評保羅·羅賓遜蓄意打肘。2008年4月27日保羅·羅賓遜入選「英冠PFA年度最佳陣容」，而同年西布朗亦贏得聯賽冠軍升級英超。8月28日保羅·羅賓遜續約兩年到2010年才屆滿。
保頓
2009年西布朗降級返回英冠，已轉投保頓的前西布朗領隊（Gary Megson）希望收購保羅·羅賓遜，惟兩球會未能在轉會費取得協議，最終保羅·羅賓遜以借用身份效力保頓一季，待2010年約滿後才正式加盟。2012年3月6日保羅·羅賓遜以借用身份加盟英冠球會直至4月9日，於上陣7場後，獲延長借用至球季結束。2012年5月18日，需降落英冠作賽的保頓宣佈有15名球員可自由轉會，保羅·羅賓遜為其中之一。
伯明翰
2012年9月25日，英冠球隊伯明翰因多名後防球員受傷患影響宣佈簽入自由身球員保羅·羅賓遜為期一個月。2012年10月25日，伯明翰與保羅·羅賓遜續簽多一個月合約至11月26日。2012年11月21日，當時伯明翰領隊李爾·奇勒稱由於後防主力球員需動手術醫冶傷患，保羅·羅賓遜會繼續留隊至2013年1月27日。2013年1月25日，伯明翰與保羅·羅賓遜續約至球季結朿。2013年6月5日，伯明翰與保羅·羅賓遜簽署一份新合約為期一年，另有選擇權可延長多一年。2013年6月25日，伯明翰宣佈保羅·羅賓遜為球會隊長。

## 榮譽
屈福特
- 英格蘭甲組〈第二級〉聯賽附加賽冠軍：1998/99年；

西布朗
- 英格蘭冠軍聯賽冠軍：2007/08年；

## 外部連結
- 伯明翰官方網頁 保羅·羅賓遜檔案（页面存档备份，存于）
- 足球数据库：保羅·羅賓遜的球员统计数据